# Celluloid Heroes
Celluloid Heroes ist ein Song der  Kinks, Text und Musik stammen von Ray Davies. Der Titel wurde erstmals am 25. August 1972 auf dem Kinks-Album Everybody’s in Show-Biz veröffentlicht. Am 24. November 1972 wurde der Titel mit der B-Seite Hot Potatoes als Single-Auskopplung auf den Markt gebracht.

## Der Text
Der Text nimmt Bezug auf das Leben einiger berühmter Schauspieler des 20. Jahrhunderts, darunter Greta Garbo, Rudolph Valentino, Bela Lugosi, Bette Davis, Marilyn Monroe, George Sanders und Mickey Rooney. Der Interpret „wandelt“ quasi den berühmten Hollywood Walk of Fame entlang und erinnert an die Schicksale dieser Stars. Zentrales Thema ist die unmenschliche Weise, in der die Hollywood-Industrie ihre Stars aufbaut und diese am Ruhm zerbrechen, während ihr Film-Image unverändert weiterlebt. 

„"Celluloid Heroes" used the lives and loves of the classic Hollywood stars as a microcosm of everyone’s shattered dreams and fantasies.“

## Aufnahme
Die Aufnahmen für Celluloid Heroes fanden vom Mai bis Juni 1972 in den „Morgan Studios“ in London statt. Neben den Kinks – Ray Davies (Gesang, Gitarre), Dave Davies (Gitarre, Background-Vocals), John Dalton (Bass) und Mick Avory (Schlagzeug) – war Dave Rowberry als Organist beteiligt. Produziert wurde der Song von Ray Davies. Als Toningenieur war Mike Bobak verantwortlich.

## Rezeption
Obwohl der Titel kein Hit im ursprünglichen Sinn war und sich nicht in den Hitparaden platzieren konnte, wurde er doch von diversen Album-oriented Rock-Radiostationen in den USA während der 1970er bis in die 1980er Jahre stetig gespielt. Celluloid Heroes gilt unter Kinks-Anhängern aufgrund der hohen Qualität von Melodie und Text als einer der besten Titel der Gruppe. Das Werk war nach Aussage von Ray Davies die beste Ballade der Kinks.

„It was probably our biggest non-hit hit.“

Zur Zeit der Veröffentlichung war Celluloid Heroes mit sechs Minuten Spielzeit einer der längsten Kinks-Titel, die meisten anderen überschritten kaum die Vier-Minuten-Marke. Der Song gehörte zum Standard-Repertoire bei Konzerten der Kinks bis zu ihrer Auflösung im Jahr 1996. 
1976 diente der Song als Vorlage für den Titel einer Zusammenstellung, die die bekanntesten Stücke der Kinks Zeit beim RCA-Label zum Inhalt hatte. Sie lautete The Kinks’ Greatest: Celluloid Heroes.